# Hauptamt Volksdeutsche Mittelstelle

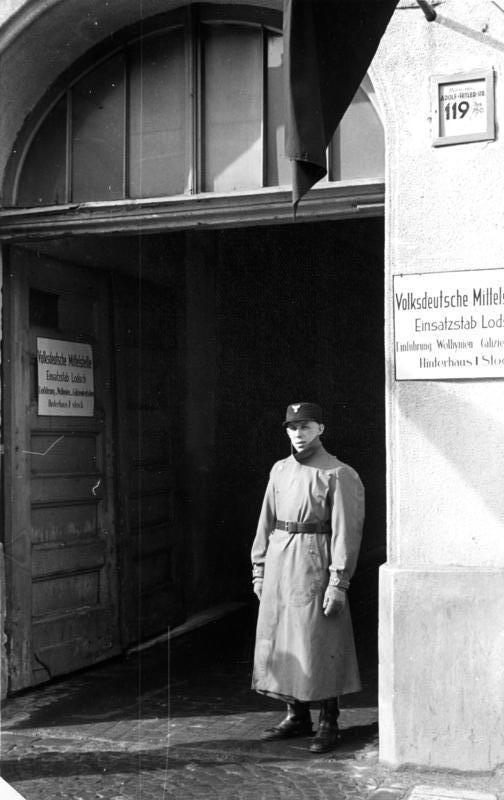
Wachtpost voor de ingang van de Volksdeutschen Mittelstelle im Einsatzstab (1940)

Het Hauptamt Volksdeutsche Mittelstelle (VoMi) was een hoofdbureau van de SS dat, net als de RKFDV verantwoordelijk was voor de hervestiging van etnische Duitsers (Volksduitsers), die buiten de grenzen van Duitsland leefden. Daarnaast hield het hoofdbureau zich bezig met de hervestiging van Volduitse nakomelingen van Germaanse kolonisten in de Sovjet-Unie en Oost-Europa in het Rijk.
Het hoofdbureau werd in 1937 opgericht en stond onder leiding van SS-Obergruppenführer Werner Lorenz. Aanvankelijk maakte de organisatie deel uit van het Reichskommissariat für die Festigung Deutschen Volkstums, maar uiteindelijk werd het een zelfstandig hoofdbureau.
Naast bovengenoemde zaken, speelde het VoMi ook een rol in de Holocaust. Sonderkommando R was een eenheid onder leiding van het VoMi en feitelijk de voorgang van de Einsatzgruppe D. Deze eenheid deed in de eerste helft van 1942 onder andere dienst in Transnistrië, waar het verantwoordelijk was voor de massamoord op Roemeense Joden. Dit was mede het gevolg van Antonescu's politiek om Roemeense gebieden vrij te maken van Joden. Daarbij werden ze veelal naar gebied gestuurd dat onder Duits gezag stond, waarbij in dit specifieke geval het Sonderkommando R de Joden executeerden. Het Sonderkommando R stond onder leiding van SS-Standartenführer Horst Hoffmeyer.

## Organisatie[2]
De organisatie was onderverdeeld in twaalf Ämter:
- Amt I: Führungsamt - SS-Obergruppenführer Werner Lorenz (27 januari 1937 - februari 1945[3][4]), stafchef en plaatsvervangend leider SS-Standartenführer Hermann Behrends (27 januari 1937 - 15 april 1943[5][6]. )
- Amt II: Organisation und Personal - Konrad Radunski
- Amt III: Finanzen, Wirtschaft und Vermögensverwaltung - Heinrich Lohl
- Amt IV: Information - Waldemar Rimann
- Amt 5V: Deutschtumserziehung - Willi Walter Puls
- Amt VI: Sicherung Deutschen Volkstums im Reich - Heinz Brückner
- Amt VII: Sicherung Deutschen Volkstums in den neuen Ostgebieten - Horst Hoffmeyer
- Amt VIII: Kultur und Wissenschaft - Wilhelm Luig
- Amt IX: Politische Führung Deutscher Volksgruppen - Waldemar Rimann
- Amt X: Führung der Wirtschaft in den Deutschen Volksgruppen - Lothar Heller
- Amt XI: Umsiedlung - Walter Ellermeier